# Ferrer Torrella
Ferrer Torrella (Xàtiva, ca. 1420 - València, 1491) fou un metge valencià.
Estudià medicina a Montpeller, i durant els anys de 1440 l'exercí a Xàtiva, i posteriorment a València. Formà part del consell ciutadà com a examinador de metges i cirurgians, i va ser un dels fundadors, amb Joan de Bònia, Lluís Dalmau i Lluís Alcanyís, de l'Escola de Cirurgia creada a València el 1462, que a la formació professional reglada en aquest ofici incorporà progressivament mesures metodològiques innovadores que s'allunyaven del model escolàstic dels segles anteriors. Aquesta escola donava preferència al coneixement adquirit mitjançant la pràctica sota la tutela de mentors experimentats, per damunt de la lectura i el comentari de textos, i obtingué en data molt primerenca (1478) el privilegi reial per a la dissecció de cadàvers humans, anticipant-se així a la majoria de les universitats del seu temps. Aquesta orientació havia de culminar en la constitució de la càtedra universitària de cirurgia en fundar-se (1499-1502) l'Estudi General de València, quan encara poques universitats del món disposaven d'aquesta facultat.
Els tres fills de Ferrer Torrella, Ausiàs, Jeroni i Gaspar, van ser també uns metges eminents. Aquest darrer l'esmenta així en el seu Dialogus de dolore, publicat el 1500: «Genitor meus medicus fuit, cuius memoria ob huius artis eximiam peritiam sempiterna erit».